# 국제공동기업
국제공동기업이란 국제적으로 출자를 얻어 최소 2개 이상의 국가가 소유하여 상업과 공업에 종사하는 기업을 가르키는 단어이다.

## 설명
국제공동기업에는 일반적인 의미에선 다국적 기업도 포함이 된다. 다만 국제공동기업의 좁은 의미로는 2개의 복수국가가 가지는 정부ㆍ기업이 출자하여 조약을 기초로 설립된 기업만을 가르키게 된다. 이러한 협의에 의한 국제공동기업은 사기업도 출자하여 영리활동을 하고 그러한 법적 기초를 조약으로 하는 국제법을 근거로 두는 점에서 다국적 기업과 차이가 있다. 국제공동기업은 일정한 영업활동을 하고 회사의 사원들이 전부 정부기관에 한정되지 않는 점에서 정규적인 정부간 국제기관과 다르며 한편으론 장관이나 출자자의 협정만으로 설립되는 보통의 국제공동기업도 존재한다.

## 같이 보기
- 기업
- 사기업
- 공기업